# 长哨营满族乡
长哨营满族乡是中国北京市怀柔区下辖的一个民族乡，位于怀柔区北部山区，111国道纵贯全境。

## 行政区划
长哨营满族乡下辖25个村委会：
东南沟村、老西沟村、长哨营村、遥岭村、杨树湾村、二道河村、三岔口村、大地村、榆树湾村、古洞沟村、七道梁村、北湾村、东辛店村、北干沟村、四道河村、大沟村、项栅子村、七道河村、八道河村、西沟村、后沟村、上孟营村、老沟门村和三道窝铺村。